# 二ツ井戸町
二ツ井戸町（ふたついどちょう）は、かつて存在した大阪府大阪市南区（現在の中央区）の町名。現在の行政地名は、瓦屋町三丁目、高津二丁目および道頓堀一丁目の各一部である。町名の由来は、二ツ井戸（ふたついど）である。

## 概要
町名は、当地にあった二ツ井戸と呼ばれた井戸に由来する。摂津名所図会では、堀留町（堀止）と記載された場所である。
明治初頭までは、大坂三郷南組（明治2年6月2日以降は南大組）高津五右衛門町の一部であったが、明治5年に二ツ井戸町となった。
1982年（昭和57年）と 1983年（昭和58年）の2度の住居表示の実施により消滅した。
1994年（平成6年）3月に大阪市中央区役所により「旧町名継承碑」が設置された（大阪市中央区道頓堀一丁目東5-8付近 北緯34度40分7.4秒 東経135度30分29.5秒）。

### 沿革
- 1872年（明治5年）3月17日 - 高津五右衛門町の一部が二ツ井戸町となる。
- 1879年（明治12年）2月10日 - 郡区町村編制法施行により、南区二ツ井戸町となる。
- 1889年（明治22年）4月1日 - 大阪市制施行により、南区二ツ井戸町となる。
- 1982年（昭和57年）2月1日 - 住居表示の実施により、一部が瓦屋町三丁目の一部になる。
- 1983年（昭和58年）2月1日 - 住居表示の実施により、残りの部分が高津二丁目および道頓堀一丁目の各一部になり、消滅。

## 二ツ井戸
二ツ井戸は、1634年頃から設置されていた、長方形の石の井桁の真中を石で仕切った2つ並びの井戸である。
当初は道頓堀の東、堀止めにあった。二ツ井戸の水は、現在も釣鐘町に残る「仁政の鐘」の鋳造や天王寺村銭座（高津新地銭座）で用いられたと伝えられている。大坂の名所とされ、摂津名所図会では「ニッ井（ふたつい）　道頓堀の東、堀留町にあり。清泉にしてこの辺民家の用水とす。」と記載され、古地図の浪華名所獨案内では「二ツ井戸」として記載されている。
1889年（明治22年）に道路の整備のため埋め立てられ、西側（現在の道頓堀一丁目東3-23）にあった粟おこし屋の津の清（つのせ）が井戸枠の払い下げを受けて店頭に移設した。移設時に井戸が掘削されたが、1923年（大正12年）に南側の日本橋三丁目に松坂屋大阪店（現在は髙島屋東別館が所在）が建設されて以来、水は枯れたという。1945年（昭和20年）の大阪大空襲により、御影石の井戸枠は修復不能となった。
津の清（つのせ）は江戸時代に店があった西側の高津入堀川清津橋東詰に移転し、1952年（昭和27年）にその店頭に二ツ井戸の井戸枠を復元し、「二ツ井戸旧蹟碑」とともに2000年（平成12年）まで存在した（現在の道頓堀一丁目東6-21）。
2012年（平成24年）4月に高津地区まちづくり推進協議会により、つのせ店頭にあった銘板・標柱（炭山南木の揮毫）と、約85%の大きさに模造された井戸枠が、千日前通の国立文楽劇場前に設置されている（大阪市中央区日本橋一丁目12-10付近 北緯34度40分1.5秒 東経135度30分30.7秒）。

## その他
- 織田作之助の代表作「夫婦善哉」にも度々登場する場所である。また、夫婦善哉にも度々登場する天牛書店の創業の地である。
- 大阪市天王寺区逢阪二丁目に位置する、1897年（明治30年）設置の道標には、「右　二ツ井戸　八軒家　天神（社）」と書かれている[7]。